# 拜賴希德省
32°16′05″N 7°34′52″W / 32.268°N 7.581°W

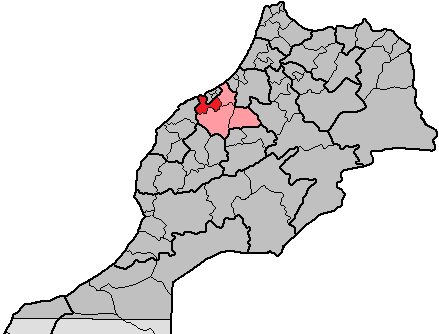

拜賴希德省（阿拉伯语：‎）是摩洛哥的省份，位於該國西北部，由卡薩布蘭卡-塞塔特大區負責管轄，首府設於拜賴希德，面積2,530平方公里，2014年人口484,518，人口密度每平方公里192人。